# فان فان سانتوس
فـان فان سانتوس (بالبرتغالية: Fábio dos Santos‏) (بالفيتنامية: Fabio dos Santos)‏ هو لاعب كرة قدم فيتنامي وبرازيلي في مركز حراسة المرمى، ولد في 30 سبتمبر 1977 في ريو دي جانيرو في البرازيل. شارك مع منتخب فيتنام لكرة القدم. أما مع النوادي، فقد لعب مع نادي بيكامكس بين دونغ ونادي فاسكو دا غاما ونادي نافيبانك سايغون.

## وصلات خارجية
- فـان فان سانتوس على موقع قاعدة بيانات كرة القدم.إي يو (الإنجليزية)
- فـان فان سانتوس على موقع ناشيونال فوتبول تيمز (الإنجليزية)
- فـان فان سانتوس على موقع Soccerway.com (الإنجليزية)